# Логвіненко Тетяна Миколаївна
Логвіненко (Дехтярук) Тетяна Миколаївна (нар. 28 липня 1954 року в м. Полонному Хмельницької обл.) — кавалер ордена княгині Ольги

## Біографія
Логвіненко (Дехтярук) Тетяна Миколаївна нар. 28 липня 1954 року в м. Полонному в сім′ї службовців: батько — вчитель, мати — медпрацівник.
Після завершення навчання у восьмирічній школі продовжила навчатись у дев'ятому класі Полонської загальноосвітньої школи № 3 та навчалась в музичній школі по класу скрипки. Закінчивши дев'ятий клас, вступила до Вінницького музичного училища ім. М. Д. Леонтовича.
В 1971 році вступила до Бердичівського педагогічного училища, отримала спеціальність вихователь дитячого садка.
Трудову діяльність розпочала вихователем  в дитячому садку «Веселка» м. Полонного. Продовжила працювати в дитсадку с. Прислуч, згодом в Шепетівському дитячому садку «Малятко». Через інвалідність по зору змушена була змінити роботу з вихователя на музичного керівника.

## Громадська діяльність
У 1984 році вступила до товариства сліпих. В 1985 році Тетяну Миколаївну обрали членом бюро УТОС, заступником голови  бюро. З 1988 року — головою бюро, згодом  - головою правління. Головою правління Шепетівської ТПО УТОС працювала до 2020 року. Виховала трьох дітей.

## Нагороди
Займає активну громадянську позицію, бере участь та має нагороди у Всеукраїнських оглядах-конкурсах художньої самодіяльності. Неодноразово відзначалась грамотами та подяками від місцевих органів влади, подякою від Президента України та від Міністерства соціальної політики.
В 2008 році синод української православної церкви нагородив орденом «1020-річчя Хрещення Київської Русі».
В 2009 році нагороджена орденом княгині Ольги  ІІІ ступеня.